# Станак
Ста́нак (также са́бор, сербохорв. Stanak, sabor) — высший совещательный орган власти в средневековой Боснии.
На станке принимали решения по важнейшим вопросам жизни государства: избирали правителя, решали вопросы войны и мира, раздачи баштин.

## История
Впервые термин станак в значении государственного собрания Боснии был использован в грамоте бана Твртко I от 1354 года. Этот термин использовался и в письменных источниках Дубровника (лат. , итал.  stanicho, stanach, stanagh, stanaz). В иностранных документах он назывался збором (sborro, sborrum). В документах, адресованных боснийским вельможам и правителям, часто использовалось выражение «всей Боснии», которое означало боснийскую властелу или станак. Такое же значение имело выражение «весь русаг боснийский» (сербохорв. sav rusag bosanski).
Заседания станка проводились в столицах боснийских правителей,  том числе в городах Милодраже, Миле, Бобовце и Яйце. Чаще всего станак собирался в апреле и мае. Право участия в боснийском станке имели властели. Когда в 1399 году король Остоя подтверждал льготы дубровчанам, он это делал по совету и договору с властелой. Боснийская церковь в станке не участвовала. Иногда в заседании станка принимали участие представители иностранных государств, в том числе Дубровника; в станке 1452 года принимал участие сербский деспот Георгий Бранкович. На станке 1461 года в городе Яйце был коронован Степан Томашевич.